# Mangaldai
Mangaldai ist eine Stadt im indischen Bundesstaat Assam. Die Stadt liegt am Nordufer des Brahmaputra.
Die Stadt ist Hauptort des Distrikts Darrang. Mangaldai hat den Status eines Municipal Boards. Die Stadt ist in 10 Wards gegliedert. Sie hatte am Stichtag der Volkszählung 2011 25.989 Einwohner, von denen 13.362 Männer und 12.627 Frauen waren. Hindus bilden mit einem Anteil von über 71 % die Mehrheit der Bevölkerung in der Stadt. Muslime bilden eine Minderheit von über 27 %. Die Alphabetisierungsrate lag 2011 bei 91,9 % und damit deutlich über dem nationalen Durchschnitt. 14,8 % gehören den Scheduled Tribes an.